# Am Hundsbusch
Am Hundsbusch ist eine Ortslage im Norden der bergischen Großstadt Wuppertal.

## Lage und Beschreibung
Die Ortslage befindet sich im Osten des Wohnquartiers Uellendahl-Ost im Stadtbezirk Uellendahl-Katernberg am östlichen Rand des Waldstücks Hundsbusch auf einer Höhe von 254 m ü. NHN an der heutigen Stichstraße Am Hundsbusch. 
Benachbarte Ortslagen, Hofschaften und Wohnplätze sind Auf’m Hagen, Uellendahler Brunnen, Am Deckershäuschen, Am Hammerkloth, Am Neuen Haus, Am Hartkopfshäuschen, Leyenfeld, In den Siepen, Hagebeck, Soltenkopf, Am Neuen Sültekop, Am Sonnenschein und Röttgen.

## Etymologie und Geschichte
Der Ort ist nach dem benachbarten Waldstück Hundsbusch benannt, dessen Name vermutlich auf das Tier zurückgeht.
Im 19. Jahrhundert gehörte Am Hundsbusch zur Uellendahler Rotte der Oberbürgermeisterei Elberfeld. Der Ort ist auf der Topographischen Aufnahme der Rheinlande von 1824 als Hundsbusch und auf der Preußischen Uraufnahme von 1843 als Huns beschriftet, auf dem Wuppertaler Stadtplan von 1930 mit Am Hundsbusch. Adressbücher von 1864 nennen die Schreibweise Am Hundsbusch.
1815/16 werden keine Einwohner gezählt. Der laut der Statistik und Topographie des Regierungsbezirks Düsseldorf 1832 als Kotten kategorisierte Ort wurde als am Hundsbusch bezeichnet und besaß zu dieser Zeit zwei Wohnhäuser und ein landwirtschaftliches Gebäude. Zu dieser Zeit lebten zehn Einwohner im Ort, alle evangelischen Glaubens.